# Atzelberg
Der Atzelberg ist ein 506,7 m ü. NHN hoher Berg im Taunus. Er liegt bei Eppenhain und Ruppertshain im hessischen Main-Taunus-Kreis.
Auf dem Atzelberg stehen ein Fernmelde- und der Aussichtsturm Atzelbergturm mit Grillplatz und Grillhütte sowie ein Bolzplatz. Der Berg ist ein beliebtes Ausflugsziel für Wanderer und Radfahrer. Der Bergname leitet sich von einer mundartlichen Bezeichnung der Elster her.

## Geographie

### Lage
Der Atzelberg befindet sich im Naturpark Taunus. Sein Gipfel liegt nördlich von Eppenhain und westlich von Ruppertshain, zwei bis auf gipfelnahe Hochlagen des Berges reichende Stadtteilen von Kelkheim. Nördlich vorbei am Berg fließt der Fischbach, auf seiner Ostsüdostflanke entspringt am Ortsrand von Ruppertshain der Fischbach (Krebsbach). Südöstlicher Nachbar ist der Rossert (515,9 m).

### Naturräumliche Zuordnung

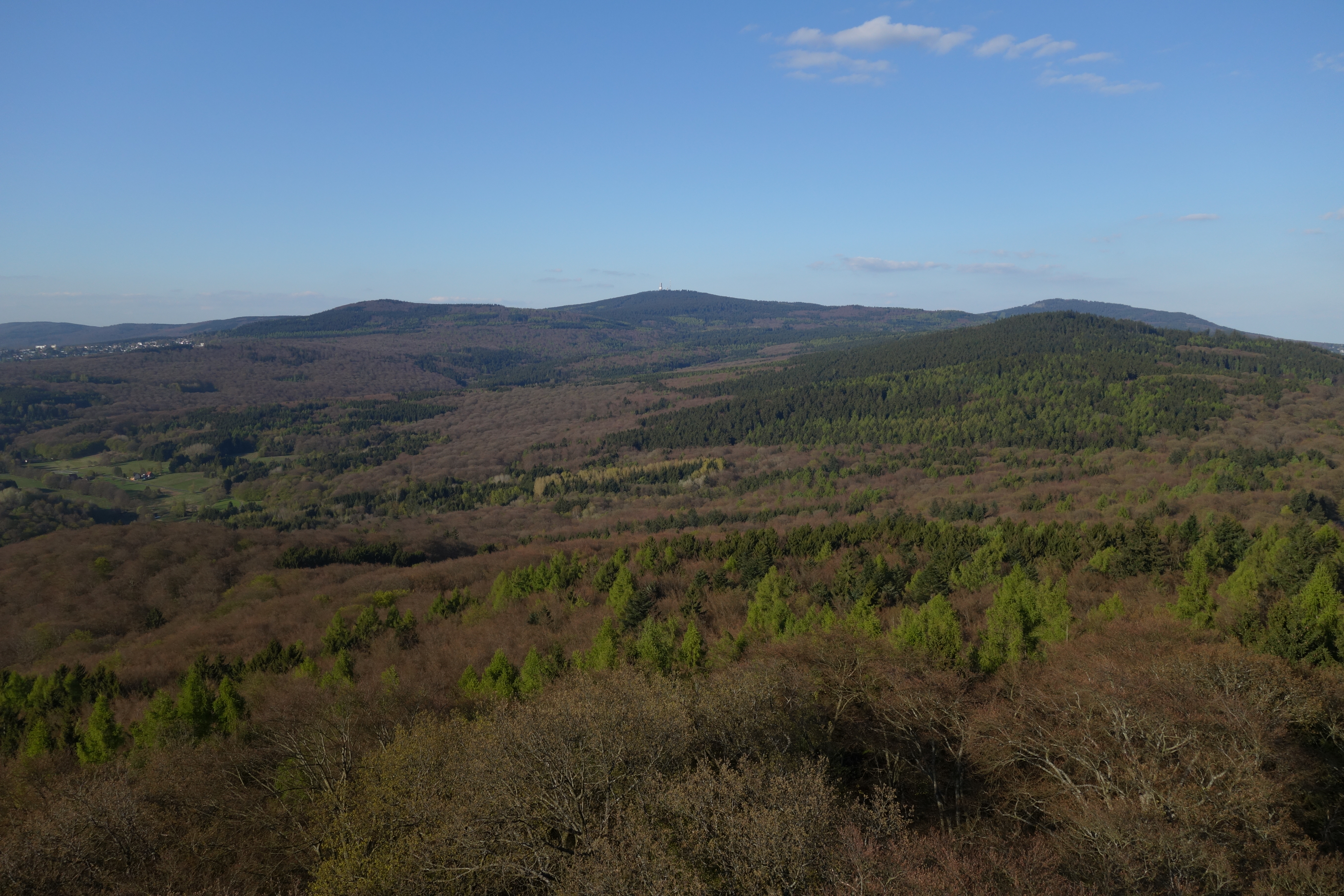
Blick vom Atzelbergturm zum Eichkopf, rechts im Bildmittelgrund. Dahinter am Horizont (von rechts) Altkönig, Großer Feldberg, Glaskopf über dem Ort Glashütten sowie Hühnerberg und Windhain am westlichen Rand der Feldberg-Langhals-Pferdskopf-Scholle.

Der Atzelberg gehört in der naturräumlichen Haupteinheitengruppe Taunus (Nr. 30) und in der Haupteinheit Hoher Taunus (301) zur Untereinheit Feldberg-Taunuskamm (301.3). Die Landschaft leitet nach Süden in die Untereinheit Eppstein-Hornauer Vortaunus (300.1) über und nach Südosten in den zur Untereinheit Altkönig Vorstufe (300.2) zählenden Naturraum Königsteiner Taunusfuß (300.20), die beide Teil der Haupteinheit Vortaunus (300) sind.

## Fernmeldeturm
Der 1969 errichtete Fernmeldeturm (Typenturm) ist 98 m hoch und in Stahlbetonbauweise errichtet. Er wird mit Stand 2008 nur noch für den Mobilfunk genutzt. Der Turm ist über einen befestigten und für Kraftfahrzeuge gesperrten Weg von Eppenhain aus zu erreichen.

## Atzelbergturm

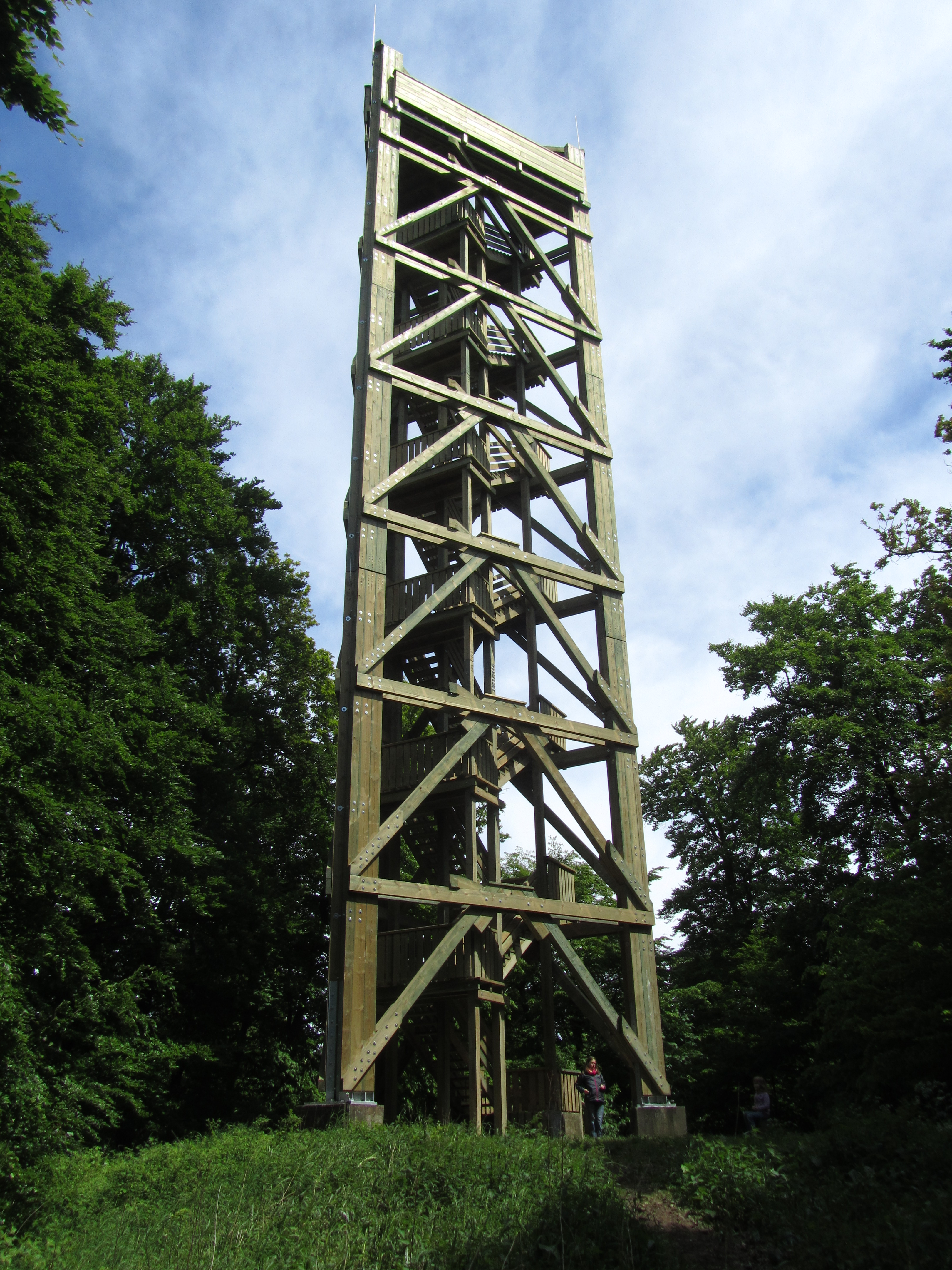
Der dritte (inzwischen abgebaute) Atzelbergturm

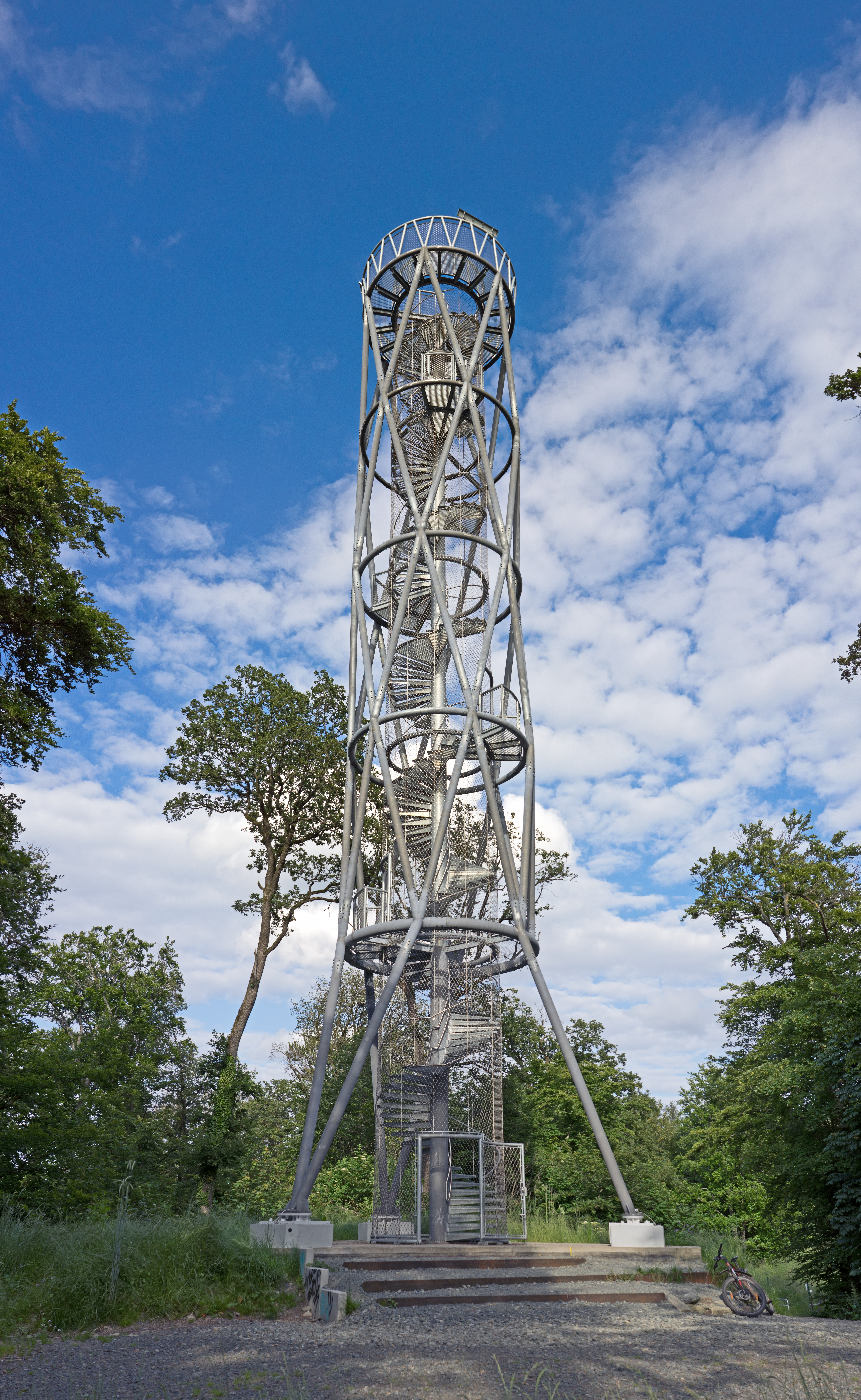
Der vierte Atzelbergturm im Juni 2024

Der Atzelbergturm ist ein 27 m hoher Aussichtsturm, der im ersten Halbjahr 2023 in Stahlbauweise errichtet und am 11. Januar 2024 eröffnet wurde. Er kann über eine Wendeltreppe mit 156 Stufen bestiegen werden und bietet einen weitgehend freien Blick in alle Himmelsrichtungen. Unter anderem sind in südöstlicher Richtung die dicht bebaute Rhein-Main-Region mit der Skyline von Frankfurt am Main und im Nordosten der waldreiche und hügelige Hintertaunus zu erkennen.
Dieser neue Turm ist bereits der vierte Aussichtsturm auf dem Atzelberg. Von 1913 bis 1976 gab es an gleicher Stelle schon einen Stahlfachwerkturm, der nach der Ehefrau des Stifters, des Fabrikdirektors Philipp Maul, Luisenturm hieß. Der alte Turm musste wegen Baufälligkeit abgerissen werden; die Stadt Kelkheim sagte nach der Eingemeindung Eppenhains 1977 einen Neubau zu. Der 1980 errichtete Nachfolger war eine 30,39 m hohe Holzfachwerkkonstruktion mit dreieckigem Grundriss. Er verfügte über 169 Stufen und brannte am Morgen des 5. August 2008 vermutlich durch Brandstiftung nieder. Die Ruine des Turms wurde danach abgerissen.
Nachdem Pläne eines Netzanbieters, auf eigene Kosten den Turm wiederzuerrichten und dort eine Mobilfunkantenne zu installieren, am Widerstand der Bevölkerung scheiterten, konnte die Stadt Kelkheim die vorgesehene Wiedererrichtung zunächst nicht finanzieren. Nicht zuletzt aufgrund einer privaten Spende von 80.000 Euro konnte der nunmehr dritte Atzelbergturm 2012 dann doch für insgesamt 330.000 Euro aus Holz wiedererrichtet und am 27. Oktober desselben Jahres eingeweiht werden. Er war ein ebenfalls 30,39 m hoher Aussichtsturm aus Kiefernholz, dessen offene Aussichtsplattform in rund 533 m ü. NHN über 151 Stufen erreicht werden konnte. Damit war er der höchste öffentlich zugängliche Aussichtspunkt im Main-Taunus-Kreis. In der Nacht zum 3. Juli 2017 brach auf diesem Turm im oberen Drittel ein Feuer aus, durch das er erheblich beschädigt wurde, sodass der Turm lange Zeit nicht mehr begehbar war. Erst im Sommer 2019 wurde öffentlich bekannt, dass auch dieser Turm abgerissen und an seiner Stelle dann wieder als brandsichere Stahlkonstruktion neu erstellt werden soll. Der Aufbau dieses Stahlturms fand im ersten Halbjahr 2023 statt. Nach der Eröffnungsfeier im September 2023 musste der Turm für weitere Nacharbeiten erneut gesperrt werden, da die Aussichtsplattform für Kinder nicht ausreichend sicher war. Anfang Dezember 2023 wurde er wieder für die Allgemeinheit geöffnet und kann seither bestiegen werden.
60 Meter östlich des Aussichtsturms liegt ein Grillplatz mit Grillhütte und etwa 250 Meter ostsüdöstlich davon ein Bolzplatz.

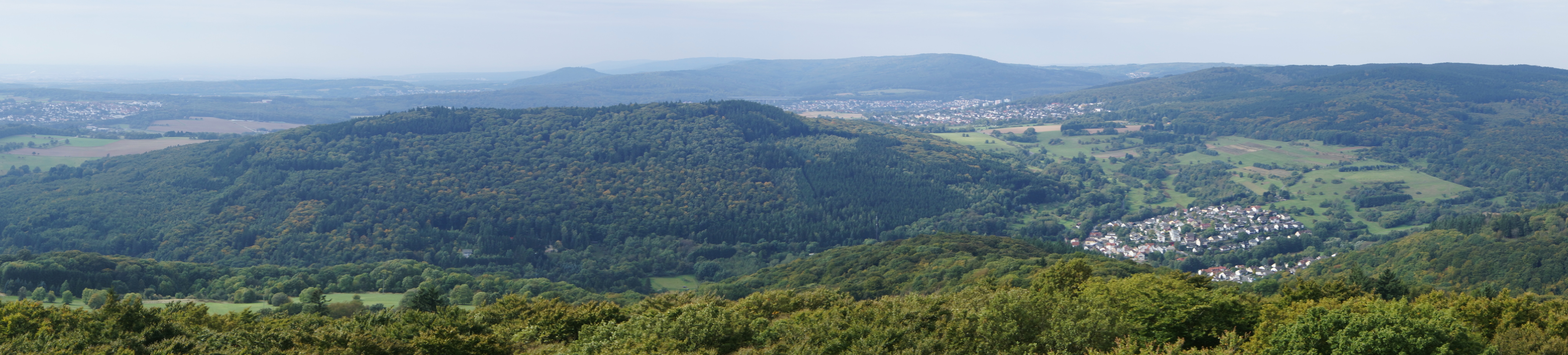
Blick vom dritten Atzelbergturm westwärts über den Taunus vorbei an Ehlhalten (rechts) und über die gemeinsame Erhebung von Kippel und Hammersberg (vorne) hinweg nach Niedernhausen (mittig) mit dahinter liegender Hoher Kanzel; links daneben der Kellerskopf
360°–Panoramaaufnahme vom vierten Atzelbergturm